# 15262 Абдерхалден
15262 Абдерхалден (1990 TG4, 1978 PJ3, 1978 RM3, 1999 FO42, 15262 Abderhalden) — астероїд головного поясу, відкритий 12 жовтня 1990 року.
Тіссеранів параметр щодо Юпітера — 3,175.